# Android Open Kang Project
Android Open Kang Project (kurz: AOKP) ist ein alternatives Open Source Custom-ROM für Smartphones und Tabletcomputer auf Basis des mobilen Betriebssystems Android.

## Geschichte
AOKP wurde 2011 basierend auf den offiziellen Versionen von Android Open Source Project als freie und Open-Source-Software von Roman Birg gestartet und gewann schnell an Popularität und bildete eine kleine Entwicklergemeinde namens AOKP Team oder auch Team Kang genannt. AOKP galt lange Zeit als „Nummer 2“ hinter Cyanogenmod, bis Paranoid Android das Projekt überholte. Im April 2013 erreichte die ROM 1 Million Downloads, bis zum September 2013 erhöhte sich die Nutzerzahl auf 3,5 Millionen Nutzer.

### Versionsgeschichte
2011
- AOKP Ice Cream Sandwich Android 4.0.X

2012
- AOKP Jelly Bean Android 4.1.X

2013
- AOKP Jelly Bean Android 4.2.X
- AOKP Jelly Bean Android 4.3.X

2014
- AOKP KitKat Android 4.4.X

2014
- AOKP Lollipop Android 5.0.x

2015
- AOKP Marshmellow Android 6.0.1

2016
- AOKP Nougat Android 7.0
- AOKP Nougat Android 7.1.x

2017
- AOKP Oreo Android 8.0
- AOKP Oreo Android 8.1

2020
- AOKP Pie Android 9.0

## Name
Der Name ist eine Kombination mit dem Wort Kang (Slang für gestohlenen Code) und AOSP (Android Open Source Project). Der Name war ursprünglich ein Witz, blieb aber bestehen.